# 大迫麗香
大迫 麗香（おおさこ れいか、1986年2月11日 - ）は日本のグラビアアイドル、タレントである。

## 来歴・人物
- 鹿児島県出身。
- ディスカバリー・エンターテインメント所属。
- 大阪外国語大学に入学。在学中に大阪大学と統合。学位記には、大阪外国語大学の教育課程を履修したことが明示。
- 趣味は筋トレ、カフェ巡り、犬と遊ぶ事、犬の服を作る事。
- ドリームカーガール2008メンバー。
- 年齢からは想像できないような、落ち着いたしゃべり方をする。
- 宅建士
- 2023年時点では恵比寿にあるパーソナルジム、パーソナルジムエスジの経営者として活動している[1]。
- 「ベストボディジャパン 2021 日本大会」で準グランプリを獲得[1]

## エピソード
- 友人には、モデル・レースクイーンをしている子が多い。
- 2014年に結婚したが、現在は離婚している[1]。

## リリース作品

### 写真集
- 密会（2008年12月26日、晋遊舎、撮影：西條彰仁）ISBN 978-4-88380-883-0

### DVD
- 密会（2008年12月20日、晋遊舎）